# Simon van Salingen
Simon van Salingen was de boekhouder van een compagnie rond Cornelis de Meyer, die handel dreef op het gebied rond Kola. Simon schreef het Bericht de Ao 1591 over zijn ervaringen. Op deze tekst hebben historici lange tijd hun onderzoek over de Noord-Russische handelsactiviteiten gebaseerd, maar onderzoek van Eric H. Wijnroks (2003) toont aan dat er nogal wat onvolkomenheden zitten in zijn geschrift, mogelijk veroorzaakt door het feit dat hij zijn ervaringen een twintigtal jaren later op papier zette.
In 1568 kwam Van Salingen met een schip aan in Petsjenga. Hier ontmoette hij Cornelis de Meyer, een van de deelnemers in de compagnie. Deze had getracht naar Moskou te reizen om verhaal te halen betreffende de moord op zijn functionarissen Philips Winterkoning en anderen, maar hij was in Novgorod tegengehouden. Samen vertrokken Van Salingen en De Meyer opnieuw naar Moskou, dit keer vermomd als Russen. In Novgorod kocht Van Salingen was, vlas en leer, dat hij naar Kola liet sturen. Het paar bereikte Moskou, maar daar werd hen afgeraden de tsaar te bezoeken. Deze zou hen onder de huidige omstandigheden - in vermomming en zonder officiële papieren - zeker als spionnen beschouwen.
De Meyer keerde hierna naar de Nederlanden terug, maar Van Salingen liet zich niet afschrikken door de terreur die onder Ivan de Verschrikkelijke dood en verderf zaaide in grote delen van Rusland. Maar misschien had hij zich net als het handelshuis Stroganov en de Muscovy Company onder protectie van de opritsjnina laten stellen. Hij bleef als handelaar nog geruime tijd actief in Finland en Noord-Rusland, waarbij hij probeerde de bevolking over te halen naar Kola te gaan om met de Nederlanders handel te drijven.
In 1582 reedde Simon van Salingen in een compagnie met Aert Fabri, Geerardt Wolfarts en Aert van Erp het schip De Fortune uit met als doel Kola en de Zeven Eilanden, Sem’Ostrov, die vlak voor de kust ten oosten van Kola liggen.
Zijn zoon David van Salingen heeft zich eveneens in de Noord-Russische handel begeven.